# Jamnica (Słowenia)
Jamnica – wieś w Słowenii, w gminie Prevalje. W 2018 roku liczyła 87 mieszkańców.